# Adolfo Tunesi
Adolfo Tunesi (* 27. August 1887 in Cento; † 29. November 1964 in Bologna) war ein italienischer Turner.

## Erfolge
Adolfo Tunesi nahm 1912 an den Olympischen Spielen in Stockholm teil und gehörte bei diesen zur italienischen Turnriege im Mannschaftsmehrkampf. Dabei traten insgesamt fünf Mannschaften an, die aus 16 bis 40 Turnern bestanden und während des einstündigen Wettkampfs gleichzeitig antreten mussten. Bewertet wurden neben der Ausführung der Übungen an den Geräten auch das Verlassen und der Wechsel der Geräte sowie der Einmarsch zu Beginn. Am Ende wurden anhand eines Durchschnittswerts der einzelnen Nationen die Abschlussplatzierungen ermittelt. Neben den Italienern traten auch Turnriegen aus Ungarn, Großbritannien, dem Deutschen Reich und Luxemburg an. Mit 53,15 Punkten setzten sich die Italiener gegen ihre Konkurrenten durch. Die Ungarn erzielten indes 45,45 Punkte und belegten damit vor den drittplatzierten Briten mit 36,90 Punkten den zweiten Platz. Tunesi wurde somit Olympiasieger und erhielt zusammen mit Pietro Bianchi, Guido Boni, Alberto Braglia, Giuseppe Domenichelli, Alfredo Gollini, Francesco Loi, Luigi Maiocco, Giovanni Mangiante, Lorenzo Mangiante, Serafino Mazzarocchi, Carlo Fregosi, Guido Romano, Paolo Salvi, Luciano Savorini, Giorgio Zampori, Umberto Zanolini und Angelo Zorzi die Goldmedaille.
Zwischen dem Ersten bis kurz nach dem Zweiten Weltkrieg war Tunesi für mehrere Jahre als Juror für den italienischen Turnverband tätig.